# Jezioro Perliste
Jezioro Perliste – jezioro w woj. wielkopolskim, w powiecie czarnkowsko-trzcianeckim, w gminie Krzyż Wielkopolski, leżące na terenie Równiny Drawskiej.

## Dane morfometryczne
Powierzchnia zwierciadła wody według różnych źródeł wynosi od 7,5 ha do 8,34 ha (lustra wody i ogólna).
Zwierciadło wody położone jest na wysokości 55,3 m n.p.m.

## Hydronimia
Według spisu opracowanego przez Komisję Nazw Miejscowości i Obiektów Fizjograficznych (KNMiOF) oraz według danych z państwowego rejestru nazw geograficznych zestandaryzowana nazwa tego jeziora to Jezioro Perliste. W różnych publikacjach jezioro to występuje pod nazwą Polne.
W pobliżu znajduje się inne jezioro o zestandaryzowanej nazwie Jezioro Polne.